# حصارخروان
حَصار خُروان، روستایی است از بخش زیباشهر، شهرستان البرز، استان قزوین، کشور ایران.

## جمعیت
این روستا در دهستان حصار خروان قرار دارد و مرکز این دهستان بشمار می‌آید. بر اساس سرشماری مرکز آمار ایران در سال ۱۳۹۵، جمعیت آن ۳٫۹۴۹ نفر (در ۱۳۱۸ خانوار) بوده‌است. شغل عمده مردم حصار خروان کشاورزی، دامداری و فعالیت‌های صنعتی است. غلات، چغندر قند و انگور از مهمترین محصولات این روستا هستند.

## زبان
زبانِ مردمِ حصار خروان تاتی و زبان دُیُم آنان فارسی است. حصار خروان برای جایگاهِ جغرافیاییِ خود مهاجرینی از دیگر جاها در خود جای داده‌ است.